# Багряний приплив
«Багряний приплив» (англ. Crimson Tide) — американський фільм режисера Тоні Скотта, що вийшов на екрани в 1995 році.

## Сюжет
Сюжет зав'язаний на реаліях початку 1990-х років — страху перед нестабільністю в Росії в перші роки після розвалу СРСР, расового протистояння в США, у тому числі у флоті, і процедури колективного прийняття рішення про пуск балістичних ракет з ядерними боєголовками: рішення командира (даному випадку — підводного човна) про застосування ядерної зброї має бути підтверджено наступним за рангом офіцером.
Дія фільму відбувається на борту атомного підводного човна ВМС США «Алабама». Човном тривалий час командує старий заслужений капітан (Джин Гекмен), у якого беззастережно вірить офіцерський склад (Вігго Мортенсен, Джеймс Гандольфіні та інші — всі білі). На «Алабаму» приходить служити чорношкірий старший помічник капітана (Дензел Вашингтон); між ним і капітаном відразу розвивається приховане протистояння, яке не заважає службі, доки не починаються реальні бойові дії.
У відповідь на дії чеченських сепаратистів російська авіація завдає ударів по позиціях бойовиків у Рутулі та Балакені (Азербайджан). Обурені втратами серед цивільного населення, лідери США, Великої Британії та Франції вирішили призупинити економічну допомогу Росії. Лідер ультраправих націоналістів Володимир Радченко оголосив санкції рівносильними до оголошення війни. Оголосивши президента маріонеткою США, Радченко підняв заколот.
Заколотники захоплюють контроль над російським Далеким Сходом. Тихоокеанський флот США приводиться у стан повної бойової готовності. «Алабама» виходить у море до позиції пуску. Там американці засікають російський підводний човен типу «Акула», один із чотирьох, що виконують накази бунтівників. Потім надходить повідомлення — коди запуску російських ракет вкрадені, бунтівники готові до удару по США та Японії. «Алабама» отримує по радіо наказ на запуск ядерних ракет проти ракетних шахт у Росії. Капітан наказує розпочати процедуру підготовки до запуску. Незабаром, після цього, відсік зв'язку починає приймати ще одне повідомлення від командування. Однак, через велику глибину, вони не можуть його отримати. Старпом пропонує випустити радіобуй для роботи на наднизьких частотах, щоб прийняти сигнал. Капітан погоджується: човен не може спливати, поки десь поруч знаходиться супротивник. Під час випуску кабелю несправна лебідка видає гучний шум, що засікає «Акула» і випускає дві торпеди. Під час бою американцям вдається піти, проте кабель обірваний і повідомлення, яке почало приходити, виявляється обірваним на перших словах. Його справжній сенс незрозумілий — це підтвердження наказу на запуск, або ж навпаки.
Старший офіцер пропонує спливти, для повторного прийому повідомлення, оскільки у ньому, на його думку, може бути наказ як зміна мети для ракетного удару, так і повне його скасування. Капітан відмовляється, мотивуючи це тим, що обірване повідомлення не є важливим, оскільки у них на руках є останній наказ, у якому говориться про завдання негайного ракетного удару. Старший офіцер не готовий розв'язати ядерну війну, не маючи стовідсоткового підтвердження правильності своїх дій. Він відмовляється підтвердити рішення капітана про негайний запуск ракет. Капітан наказує заарештувати старшого офіцера, але раптово виявляє, що за статутом саме йому, за спробу одностороннього рішення про пуск ракет, доведеться йти під арешт.
Незабаром після того, як старший офіцер бере управління човном і наказує випливти для отримання обірваного повідомлення, «Алабаму» атакує «Акула». Вона випускає дві торпеди, але вміле командування старшого офіцера і робота команди дозволяють уникнути попадання. Вогнем у відповідь «Алабама» знищує противника. Всі тріумфують. Проте раптово з'ясовується, що перед знищенням «Акула» встигла випустити останню торпеду з кормового апарату. Відстань занадто близька, але «Алабама» активно маневрує, намагаючись уникнути торпеди. Вибух відбувається зовсім поруч із човном, і «Алабама» отримує ушкодження. Трюм починає заливати, а силова установка зупиняється. Старший офіцер наказує усунути протікання та відновити тягу. Човен, між цим, занурюється все глибше, наближаючись до критичної глибини, після досягнення якої він буде роздавлений тиском води. Протікання в трюмі посилюється і старший офіцер наказує задраїти відсік, незважаючи на те, що в ньому все ще знаходяться троє механіків, які не покидають його, незважаючи на накази старшого офіцера і четвертого механіка, що знаходиться біля люка. Рахунок йде на секунди. Старший офіцер дає важкий наказ негайно запечатати відсік. Механіки не йдуть, але тут труби у відсіку вибухають під напором води — кришка, що відлетіла, вбиває одного з механіків. Єдиний механік, що знаходиться у люка, запечатує відсік разом з трьома товаришами, розуміючи, що вони загинуть. Машинному відділенню вдається відновити тягу, коли човен вже майже досяг критичної глибини. Двигуни запущені та «Алабама» починає спливати.
Скориставшись ситуацією, вірні капітанові офіцери, за допомогою друга старшого офіцера та начальника бойового відділення Веббса (Вігго Мортенсен), отримують доступ до арсеналу човна і, озброївшись, звільняють капітана замкненого у своїй каюті. Вони захоплюють корабель і зміщують старшого офіцера. Старпом і вірні йому люди (яких дуже мало) заарештовані та замкнені у кают-компанії. Однак вони теж влаштовують диверсію, озброївшись, починають підготовку до дій у відповідь. Капітан наказує розпочати підготовку до запуску ядерних ракет.
Обидві сторони опиняються віч-на-віч на командирському містку, наставивши один на одного зброю. Шифрувальник повідомляє, що ось-ось відновить зв'язок, командир і старпом вирішують почекати три хвилини. У результаті «Алабама» таки отримує наказ про зниження рівня бойової готовності. Російські бунтівники роззброєні, війна скасовується. Після повернення на базу військовий трибунал вирішує, що обидва офіцери діяли в рамках статуту — суперечність закладена в самих принципах застосування ядерної зброї.

## У ролях
- Джин Хекмен — капітан Френк Ремзі
- Дензел Вашингтон — старший офіцер Рон Гантер
- Джордж Дзундза — боцман «Коб»
- Вігго Мортенсен — лейтенант Пітер «Вепс» Інс
- Джеймс Гандольфіні — лейтенант Боббі Догерті
- Метт Крейвен — лейтенант Рой Ціммер
- Роккі Керролл — лейтенант Дерік Вестергард
- Денні Нуччі — старшина 1-го класу Денні Ріветті
- Стів Зан — матрос Вільям Барнс
- Рікі Шредер — лейтенант Пол Геллерман
- Райан Філіпп — матрос Греттем
- Деніел фон Барген — Володимир Радченко
- Джейсон Робардс — адмірал Андерсон
- Скотт Граймс — офіцер[en] Гілейр

## Історія створення та прокату фільму

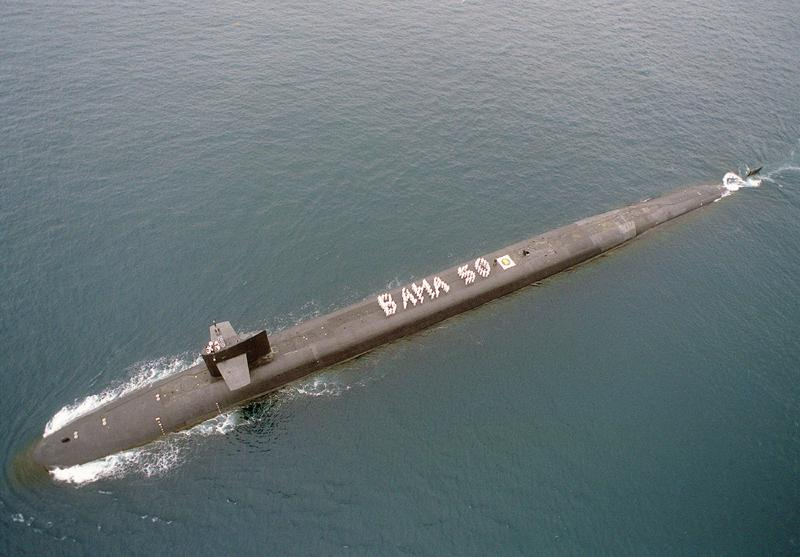
Реальна «Алабама», фото 2000 року

Човен «Алабама», або точніше USS Alabama (SSBN-731), існує насправді — це атомний підводний човен типу «Огайо», введений в дію в 1985 році. У «надводних» сценах у його ролі виступав дизельний підводний човен з бутафорською надбудовою.
Сама назва човна відсилає глядача до образів рабовласницького півдня США, віщуючи расове зіткнення. Проте тема расового конфлікту виникла не відразу: Продюсери спочатку розглядали на роль старпома білих акторів (Енді Гарсія, Бред Пітт). Роль капітана спочатку запропонували Аль Пачіно. Томмі Лі Джонс та Вел Кілмер також відмовилися зніматися у провідних ролях фільму.
У «доведенні» діалогів брав участь Квентін Тарантіно. Технічним консультантом фільму виступив колишній командир справжнього підводного човна «Алабама»; він також знявся в епізоді у ролі члена військового трибуналу.
За даними IMDB, при бюджеті 53 мільйони доларів фільм зібрав касу 157 мільйонів — з них 66 за межами США.

## Нагороди та номінації
- 1996 — три номінації на премію «Оскар»: найкращий монтаж (Кріс Лебензон), найкращий звук (Кевін О'Коннелл, Рік Клайн, Грегорі Воткінс, Вільям Каплан), найкращий монтаж звукових ефектів (Джордж Воттерс).
- 1996 — номінація на премію «Сатурн» за найкращу музику (Ханс Ціммер).
- 1996 — номінація на премію Американського товариства кінооператорів (Даріуш Вольський).
- 1996 — премія «Греммі» за найкращу інструментальну композицію, написану для кіно або телебачення (Ханс Ціммер).
- 1996 — номінація на премію MTV Movie Awards за найкращу чоловічу роль (Дензел Вашингтон).